# هاري ويلهلم
هاري ويلهلم (بالإنجليزية: Harry Wilhelm)‏ هو لاعب كرة قاعدة أمريكي، ولد في 7 أبريل 1874 في يونيونتاون في الولايات المتحدة، وتوفي في 20 فبراير 1944 في Republic, Pennsylvania ‏ في الولايات المتحدة.

## وصلات خارجية
- هاري ويلهلم على موقعبيزبول رفرنس.كوم (الدوري الرئيسي) (الإنجليزية)
- هاري ويلهلم على موقعبيزبول رفرنس.كوم (الدوري الثانوي) (الإنجليزية)